# 2023年国民民主党代表選挙
2023年国民民主党代表選挙（2023ねんこくみんみんしゅとうだいひょうせんきょ）は、2023年9月2日に行われた国民民主党の代表を選出するための選挙である。

## 手続
代表選挙に立候補することができる者は党所属国会議員に限られる。有権者は党所属国会議員・国政選挙の公認候補予定者・党籍を有する地方自治体議員・党員およびサポーターとなる。
- 国会議員、公認候補予定者は臨時党大会で直接投票を行い、前者の1票は2ポイント、後者の1票は1ポイントに換算する。
- 地方自治体議員、党員・サポーターは全国単位で事前投票を行い、それぞれ計23ポイント[注 1]を割り当ててドント方式で比例配分する。

有効投票に基づくポイント総数の過半数を獲得した候補者を当選者と決定する。3人以上が立候補した場合で過半数のポイントを獲得した候補者がいないときは、上位2人に対する決選投票を行う。決選投票は国会議員と公認候補予定者が臨時党大会で直接投票して行い、前者の1票は2ポイント、後者の1票は1ポイントに換算して多数のポイントを獲得した候補者を当選者と決定する。

## 日程
- 7月19日 - 代表選挙管理委員会が代表選挙の実施を公告[1]
- 7月25日 - 事前説明会を開催
- 8月3日 - 立候補届出
- 8月21日 - 告示、共同記者会見
- 8月29日 - 地方自治体議員および党員・サポーター郵便投票締切
- 8月30日 - 地方自治体議員および党員・サポーター電子投票（LINE含む）締切、開票
- 9月2日 - 臨時党大会、国会議員・公認内定予定候補者直接投票、開票

## 立候補者
※届出順
| 候補者名 | 候補者名   | 年齢 | 経歴         | 現職                        | 政見       |
| -------- | ---------- | ---- | ------------ | --------------------------- | ---------- |
|          | 玉木雄一郎 | 54   | 希望の党代表 | 衆議院議員（5期・香川2区）  | 政見 (PDF) |
|          | 前原誠司   | 61   | 外務大臣     | 衆議院議員（10期・京都2区） | 政見 (PDF) |

| 候補者 | 玉木雄一郎                                                                                     | 前原誠司                                                                           |
| ------ | ---------------------------------------------------------------------------------------------- | ---------------------------------------------------------------------------------- |
| 推薦人 | 田中健 古川元久 浜野喜史 磯崎哲史 川合孝典 地方議員 村山隆 石黒達男 小粥康弘 坂上昭栄 太田京子 | 斎藤アレックス 鈴木敦 長友慎治 嘉田由紀子 地方議員 隠塚功 酒井常雄 谷健一 森本秀歳 |

## 結果

### 投票結果
| 候補者     | 得点数 | 国会議員票   | 公認予定者票 | 地方議員票    | 党員・サポーター票 |
| ---------- | ------ | ------------ | ------------ | ------------- | ------------------ |
| 玉木雄一郎 | 80pt   | 14票（28pt） | 6票（6pt）   | 202票（23pt） | 13,757票（23pt）   |
| 前原誠司   | 31pt   | 7票（14pt）  | 7票（7pt）   | 44票（5pt）   | 3,306票（5pt）     |
| 無効       | -      | 0票          | 0票          | 1票           | 122票              |
| 合計       | 111pt  | 21票（42pt） | 13票（13pt） | 247票（28pt） | 17,185票（28pt）   |

### 党内の動き
選挙戦では与野党との連携の在り方が大きな争点となり、玉木が「政策本位で与野党を超えて連携、協力する」と述べ自公連立政権との連携も排除しない考えを示したのに対し、前原は国民民主党が2022年度予算案に賛成したことについて「強烈な違和感を感じた」と述べるなど玉木路線を公然と批判。「自民党と対峙し、政策本位で『非自民・非共産』の結集を進めて政権交代を目指す」とも述べ、日本維新の会や立憲民主党の一部との連携に意欲を示した。
投開票の結果、玉木は国会議員21人のうち、14人の支持を受け、地方議員票と党員・サポーター票でも各28ポイントのうち、いずれも23ポイントを獲得し前原を引き離した。次期衆院選の公認候補予定者からの支持は6人で、前原支持の7人を下回った。国民民主党を支持する民間労組は維新の掲げる「解雇の金銭解決」に対する反対論が根強く、前原が連携に意欲を示す維新への警戒感から産別の組織内候補の多くが玉木支持に回ったことも影響した。